# Janata Party
Il Janata Party (hindi: जनता पार्टी, traduzione: Partito del Popolo) è stato un partito politico dell'India di ispirazione conservatrice.

## Storia
Nacque nel gennaio 1977, subito dopo l'annuncio di nuove elezioni da parte di Indira Gandhi, la quale aveva governato per quasi due anni con lo Stato d'Emergenza.
Si presentò come cartello dei gruppi di opposizione al CNI guidato da Indira Gandhi stessa, vincendo le elezioni e governando fino al 1980.
Dopo la perdita del potere, il Janata ha subito diverse scissioni (la principale delle quali ha portato alla nascita del Bharatiya Janata Party) e ha iniziato a vivere un periodo di declino, fino alla quasi completa sparizione.
Largamente minoritario, nei suoi ultimi anni è sopravvissuto grazie all'attività politica del miliardario Vijay Mallya.